# St.-Pietersklok
De St.-Pietersklok of Petersglocke, in de volksmond Dicker Pitter of (in het Keuls) Decke Pitter genoemd, is de grootste luidklok van de Dom van Keulen.
De klok, vernoemd naar Petrus, weegt 24 ton en heeft als slagtoon c0. Het is daarmee niet alleen de grootste klok van de Dom van Keulen, maar ook de grootste vrij beweegbare klok met deze ophanging ter wereld. De klok wordt met een rechte as met vliegende klepel aangeslagen, wat wil zeggen dat de opzwiepende klepel tegen de bovenkant van de mantel slaat in plaats van neervalt op de slagrand aan de onderkant. De klok luidt solo bij christelijke feestdagen, bij pausverkiezingen en de eerste mis of dood van de Aartsbisschop van Keulen. De klok luidt echter in de meeste gevallen als eerste, waarna de andere klokken volgen.

## Geschiedenis
De St.-Pietersklok werd in 1923 gegoten door de Gebrüder Ulrich in Apolda en verving de Keizerklok (Kaiserglocke of Gloriosa) van 27.180 kg, die tot 1918 in de zuidelijke domtoren had gehangen.
In 1951 liep de klok een 110 cm lange breuk op, die pas in 1956 door de firma Lachenmeyer in Nördlingen gelast werd.
Op 6 januari 2011 brak tijdens het luiden van de St.-Pietersklok op Driekoningen de 800 kg zware klepel af. Uit onderzoek bleek dat de breuk te wijten was aan een slecht uitgevoerde restauratie in de jaren vijftig. Het kapittel van de kathedraal liet een nieuwe klepel gieten bij Edelstahl Rosswag in Pfinztal. Het proces werd uitvoerig gevolgd en gedocumenteerd door de plaatselijke media. Het nieuwe exemplaar van 3,20 m en ongeveer 600 kg werd feestelijk gewijd door de aartsbisschop. Op 7 december 2011 kon men de klok weer luiden ter gelegenheid van het Hoogfeest van de Onbevlekte Ontvangenis van Maria.